# Liste des régions métropolitaines de Santa Catarina
En 2012, l'État de Santa Catarina possède dix régions métropolitaines (Região Metropolitana en portugais), créée depuis 2007 :
- Région métropolitaine Carbonifère (2010)
- Région métropolitaine de Chapecó (2007)
- Région métropolitaine du Contestado (2012)
- Région métropolitaine de l'Estuaire du Rio Itajaí (2010)
- Région métropolitaine de l'Extrême-Ouest (2012)
- Région métropolitaine de Florianópolis (2010)
- Région métropolitaine de Lages (2010)
- Région métropolitaine Nord/Nord-Est de Santa Catarina (2010)
- Région métropolitaine de Tubarão (2010)
- Région métropolitaine de la Vallée du Rio Itajaí (2010)